# Calocheiridius centralis centralis
Calocheiridius centralis centralis es una subespecie de arácnido del orden Pseudoscorpionida de la familia Olpiidae.

## Distribución geográfica
Se encuentra en la India, Afganistán y en Irán.